# ماريو تشوتورا
ماريو تشوتورا هو لاعب كرة قدم كرواتي في مركز الوسط، ولد في 24 أبريل 1978 في فينكوفسي في كرواتيا. شارك مع منتخب كرواتيا تحت 21 سنة لكرة القدم. أما مع النوادي، فقد لعب مع دينامو زغرب ونادي زغرب.